# فاغنر روتشا
فاغنر روتشا (بالبرتغالية: Wágner Antônio da Rocha‏) (11 يوليو 1965 في البرازيل - 29 أبريل 2007) هو لاعب كرة طائرة برازيلي. شارك في الألعاب الأولمبية الصيفية 1988.

## وصلات خارجية
- فاغنر روتشا على موقع أوليمبيديا (الإنجليزية)